# William Kriegel
William Kriegel, né le 12 mai 1945 en région parisienne, est un entrepreneur franco-américain.

## Biographie
À l’âge de 11 ans, William Kriegel manque de mourir de la maladie de crohn. Il en garde une fragilité qui l’exclut d’une enfance normale. Il est confié à ses grands-parents, dans le Morvan.
À 18 ans, il s’engage comme volontaire dans une ONG en Turquie. 
D’abord marchand de biens dans l’entreprise paternelle, il s’expatrie en Californie où il fonde en 1984 SITHE Energies, qui deviendra l’un des plus importants producteurs indépendants d’électricité des États-Unis, puis K-Road groupe, un groupe spécialisé dans les services et l'énergie propre.
Il est le fondateur du Haras de la Cense et de la méthode du même nom, important en France le principe de l’équitation éthologique.
En 2000, il reprend un ranch au Montana spécialisé dans l’élevage de Black Angus pour en faire un élevage sans antibiotique ni hormone, suivant la pratique du natural grazing. 
En 2010, William Kriegel développe en partenariat avec l’Université de Montana Western, le premier Bachelor of Sciences of Natural Horsemanship.
En 2017, il partage ses souvenirs dans le livre À mon allure.

## Œuvres
- À mon allure, éditions Actes Sud, 2017  (ISBN 978-2-330-09618-2)